# Stare Budy Radziejowskie
Stare Budy Radziejowskie – wieś w Polsce położona w województwie mazowieckim, w powiecie żyrardowskim, w gminie Radziejowice. Ma status sołectwa.
W 1827 liczyły 20 domów i 176 mieszkańców, a w 1880 – 206 mieszkańców.
W latach 1975–1998 miejscowość administracyjnie należała do województwa skierniewickiego.